# Graham Tope
Graham Norman Tope, baron Tope, (né le 30 novembre 1943) est un homme politique libéral démocrate du Royaume-Uni. Il est également conseiller du Borough londonien de Sutton jusqu'en 2014.

## Biographie
En 1972, Tope est élu au siège de Sutton et Cheam lors d'une élection parlementaire partielle pour le Parti libéral. Les conservateurs reprennent le siège aux élections générales de février 1974.
Ayant été nommé Commandeur de l'Ordre de l'Empire britannique (CBE) dans les honneurs d'anniversaire de 1991, Tope est créé pair à vie en tant que baron Tope, de Sutton dans le quartier londonien de Sutton le 4 octobre 1994. Il est membre du Comité des régions de l'Union européenne.
À l'Assemblée de Londres, il est chef du groupe libéral démocrate jusqu'en 2006, membre du comité d'audit et membre de la commission des transports. Il est également membre de la Metropolitan Police Authority, qui supervise la Metropolitan Police.